# حسناء (فلم 2021)
حسناء (بالإنجليزية: Belle) هو فيلم أنمي فنتازيا علمية من تأليف وإخراج مامورو هوسودا وإنتاج استديو تشيزو.تم عرض الفيلم في اليابان في 16 يوليو 2021 وحقق إيرادات بلغت 57 مليون دولار.

## روابط خارجية
مقالات تستعمل روابط فنية بلا صلة مع ويكي بيانات